# Васил Гърков
Васил Тодоров Гърков е български революционер, деец на Вътрешната македоно-одринска революционна организация и Вътрешната македонска революционна организация.

## Биография
Васил Гърков е роден в 1880 година в южномакедонския български град Кукуш, тогава в Османската империя. Произхожда от рода Дельохаджиеви, но е осиновен в Гъркови, на които им умирали децата. Скоро обаче умират и осиновителите му и тринайсетгодишен чичо му го изпраща да учи шивашки занаят в Солун. Живее при своя съгражданин и деец на ВМОРО Гоце Чанев. В Солун се запознава с Орце Попйорданов, Коце Кирков и Владо Пингов, които подготвят Солунските атентати. Гърков пише за тях и атентатите:
| „ | Те дохождаха постоянно при хазаина, гуляеха и аз се чудех откъде толкова пари у хазаина, но като дете не обръщах сериозно внимание. А този Орце имаше бакалски дюкян на ул. „Коломбо”, баш срещу Банк Отоман, а пък аз работех през една бирария по-нагоре. Аз вече настанах и почнах да се интересувам от събитията, които ставаха във вътрешността на Македония. Отивах в ханищата, където дохождаха селяни от селата на поплак до консулите, най-много до руския консул и до австрийския, че много ги мъчеха турците. Една вечер бех отишъл в хана, наречен Манастир хан, там бяха дошли десетина селяни с един свещеник начело. Аз ги разпитвах откъде са и защо са дошли. В момента, когато ги питах, беше часът седем, още не беше се стъмнило, чухме един ужасен гръм, който дохождаше откъм Банк Отоман. И виждаме, веднага пожар избухна, а в нас и кого душа остана, това беше ад, а не друго, така силен гръм. Сичко във момента угасна. След малко чу се втори гръм към гарата Цариградска, там бомбардира се въздушният газ и веднага целият град Солун остана във мрака. Не мина нито един час и почна сражението по улиците на града с войската. Чуваха се от време на време бомби да пукат, а войската да ги гони и стреля. Най-много продължи стрелбата на Вардаровата порта, там беше се окупирал Орце в една къща, оттам стреляше, доде го убиха и него. | “ |

След атентатите, като българин е затворен в Беяз Куле. След освобождението си, става нелегален, четник в Кукушката чета на Трайко Гьотов и Гоце Крецовски. В сражение при местността Кудумарлицката ада загиват четирима четници, знамето е пленено, а Гърков с един друг четник са откъснати от останалите и се  добират до Ениджевардарско, където се присъединяват към четата на Апостол войвода. В 1903 година унищожават турска чета от 5 души в село Мандалево, Ениджевардарско. През пролетта на 1904 година се сражават с войска при Ново село, Ениджевардарско. През есента на 1904 година се сражават в местността Трите бари, Корнишорско. По заповед от Централния комитет в Солун залавят воденския войвода Георги Тоцев, когото предават на Даме Груев.
В лятото на 1904 година се прехвърля в Гевгелийския район с Андон Кьосето. След като Кьосето заминава за България, Гърков остава с войводата Леонид Мачуковски и се сражава с появилите се гърцки андарти, които се възползват от това, че големите чети са в Свободна България и действат активно в координация с турците. През пролетта на 1905 година в Гевгелийско пристига Аргир Манасиев. Манасиев се опитва да предотврати клането в Марвинци, но закъснява и гръцка чета успява да убие 18 селяни. Четата на Манасиев от Гърчище се прехвърля в Смол, където е обградена от войска от Гевгели. Четата се затваря в църквата и води еднодневно сражение. Вечерта успяват да излязат от църквата и да пробият обръча само с един ранен четник и минават в Кукушкия район при Трайко Гьотов. При едно излизане от Арджанското езеро с една лодка попадат на турска засада и трима от шестимата четници са ранени, включително войводата Гьотов. Заради това в Кукушкия район е изпратен Христо Чернопеев. На следната 1906 година Гьотов е принуден да замине на лечение в Свободна България и с него отива и Гърков.
В България е задържан и на два пъти интерниран във Варна и в Търново. Започва работа в шивашки дюкян в София.
След Младотурската революция от юли 1908 година е амнистиран и Гърков се установява в Солун, където работи като моден шивач. В Солун се жени за гъркинята Анна, лекарска дъщеря. В 1913 година успява да избяга в България от преследванията на новите гръцки власти, но след това се връща. След намесата на България в Първата световна война е арестуван от гръцката полиция, а след това е предаден на на френските войски в града, които го изпращат в затвор във Франция, където остава до края на Първата световна война в 1918 година. В 1920 година в Солун се ражда единственият му син – Тодор.
Семейството Гъркови живее в Солун до 1928 година, след което се изселва в България и се установява в Пловдив, където построяват къща. Гърков влиза в конфликт с ВМРО и е прогонен от града. Емигрират в Париж, където Гърков отваря собствено ателие. В началото на 40-те се връщат в България и се установяват в Горна Джумая при роднини на Васил Гърков има роднини.
С установяването на българска власт в Източна Македония в 1941 година, се установяват в Сяр. На 27 април 1943 година, като жител на Сяр, подава молба за българска народна пенсия, която е одобрена и пенсията е отпусната от Министерския съвет на Царство България.
След войната се връщат в Горна Джумая. Синът им Тодор Гърков загива в 1944 година при обезвреждане на мина, докато е войник моряк. Три години по-късно в 1947 година семейство Гъркови осиновява осемгодишното сираче Радка Куцанова от Виница.
Васил Гърков умира в 1962 година в Благоевград.